# Source Filmmaker
Source Filmmaker (SFM) — программа для создания видео и постеров на основе сцен на движке Source, созданная компанией Valve.

## История
В 2007 году неотлаженная версия Source Filmmaker была найдена в файлах бета-версии Team Fortress 2, на основе которой фанаты создали рабочую версию. В мае 2011 года с обновлением «Записи» функциональность SFM была частично интегрирована в Team Fortress 2.
27 июня 2012 года начался закрытый бета-тест программы. 10 июля того же года программа перешла на стадию открытого бета-теста; в открытый доступ были выложены исходные файлы ролика «Знакомьтесь, Инженер» из Team Fortress 2.
17 августа 2012 года был организован конкурс «The Second Annual Saxxy Award», для участия в котором необходимо было создать видео, соответствующее одной из пяти номинаций, используя Source Filmmaker. 2 апреля 2013 года в SFM был интегрирован Steam Workshop.
17 июня 2015 года вместе с началом перехода Dota 2 на Source 2 (Dota 2 Reborn) стала доступна новая версия SFM, предназначенная исключительно для работы с Dota 2. При этом в Dota 2 SFM отсутствует часть возможностей, присутствовавших в SFM до этого — рендер HDR, интеграция со Steam Workshop, использование скриптов на Python.
Летом 2018 года, благодаря уязвимости в защите Steam Web API, стало известно, что точное количество пользователей сервиса Steam, которые использовали программу хотя бы один раз, составляет 1 852 569 человек.
В январе 2021 года программа вышла из Beta-тестирования, но больше не обновляется.

## Технические особенности
Valve использует Source Filmmaker для создания трейлеров и короткометражных фильмов об играх. Обычно SFM используется, когда требуются возможности, которые внутриигровой движок не поддерживает — такие как нестандартные выражения лица и кинематографические анимации. SFM был использован для игр Left 4 Dead, Left 4 Dead 2, Team Fortress 2, Day of Defeat: Source и Half-Life 2
Для создания видео автор должен, последовательно управляя каждым персонажем, записать движения, а после этого записать движение камеры, добавить звуки, лицевую анимацию, свет, спецэффекты. Все это можно совершить, не выходя из Source Filmmaker.